# Хибаба, Роман Павлович
Роман Павлович Хибаба (2 апреля 1989, Краснодар) — российский футболист.

## Биография
Воспитанник краснодарского футбола. На профессиональном уровне дебютировал в составе «Афипса», за который он выступал до момента прекращения существования клуба. Был капитаном команды. В дальнейшем Хибаба продолжал карьеру в других командах второй лиги.
В конце июля 2022 года футболист подписал контракт с коллективом таджикской Высшей лиги «Эсхата». Дебютировал в элите 13 августа в домашнем матче против ЦСКА из Душанбе (3:2).